# CV-31
L'autoroute CV-31 est une autoroute urbaine qui permet d'accéder à Valence depuis la CV-35 en venant du nord (Lliria...) et le flux nord de l'AP-7.
Elle se détache de la CV-35 à Valterna au nord de Burjassot pour se connecter quelque kilomètre plus loin à la Rocade nord de Valence.
D'une longueur de 2,6 km environ, elle relie la CV-35 au nord-ouest de l'agglomération jusqu'au centre urbain de Valence au niveau  de la rocade nord (CV-30).
Elle permet de décharger la CV-35 du fort trafic automobile à l'entrée de la capitale de la Communauté valencienne. De plus, elle a la particularité de desservir la Feria de Valence qui n'est autre que le parc des expositions de la ville et qui à la plus grande surface d'Espagne.
Elle est composée de 5 échangeurs jusqu'à la rocade.

## Tracé
- Elle débute au sud de Valterna où elle se détache la CV-35 en provenance de Lliria.
- Elle passe à l'est de Paterna et dessert le plus parc des expos d'Espagne (Feria de Valence) jusqu'à ce qu'elle se connecte à la CV-30.